# 向外瀬
向外瀬（むかいとのせ）は、青森県弘前市の地名。郵便番号は036-8066。

## 地理
岩木川沿い東側に位置し、西から北にかけて清野袋、東は青山、南は宮園・西城北・栄町、西は萢中に接する。

### 小字
小字として豊田・岩木がある。豊田は飛地で、青山の北に位置。

## 歴史

### 沿革
- 1889年（明治22年） - 和徳村の一部。
- 1891年（明治24年） - 当時の記録では、人口603、戸数84、厩41であった。
- 1955年（昭和30年） - 弘前市の大字になる。
- 1970年（昭和45年） - 一部が栄町三丁目・宮園一-三丁目・西城北一-二丁目・東城北一-三丁目になる。
- 1984年（昭和59年） - 一部が宮園四・五丁目になる。

### 地名の由来
岩木川を挟んだ対岸に位置する外瀬の向かいに位置することから。

## 世帯数と人口
2017年（平成29年）6月1日現在の世帯数と人口は以下の通りである。
| 丁目         | 世帯数   | 人口    |
| ------------ | -------- | ------- |
| 向外瀬一丁目 | 28世帯   | 67人    |
| 向外瀬二丁目 | 124 世帯 | 317人   |
| 向外瀬三丁目 | 95世帯   | 264人   |
| 向外瀬四丁目 | 72世帯   | 161人   |
| 向外瀬五丁目 | 95世帯   | 244人   |
| 向外瀬       | 59世帯   | 67人    |
| 計           | 473世帯  | 1,120人 |

## 施設

### 医療
- たかち歯科小児歯科医院

### 福祉
- 津軽保健生活協同組合有料老人ホーム・健生弘前ホームあじさい
- 津軽保健生活協同組合健生介護センター虹
- 社会福祉法人音羽会
- 社会福祉法人弘友会

### 商業
- ファッションセンターしまむら向外瀬店
- 青森県酒類卸商業協同組合弘前支店

### 工業
- 六花酒造

### 公共
- 向倫館向外瀬子供集会所

## 小・中学校の学区
市立小・中学校に通う場合、学区は以下の通りとなる。
| 町丁         | 番・番地 | 小学校           | 中学校             |
| ------------ | -------- | ---------------- | ------------------ |
| 向外瀬       | 全域     | 弘前市立北小学校 | 弘前市立第一中学校 |
| 向外瀬一丁目 | 全域     | 弘前市立北小学校 | 弘前市立第一中学校 |
| 向外瀬二丁目 | 全域     | 弘前市立北小学校 | 弘前市立第一中学校 |
| 向外瀬三丁目 | 全域     | 弘前市立北小学校 | 弘前市立第一中学校 |
| 向外瀬四丁目 | 全域     | 弘前市立北小学校 | 弘前市立第一中学校 |
| 向外瀬五丁目 | 全域     | 弘前市立北小学校 | 弘前市立第一中学校 |

## 交通
- 弘南バス

向外瀬入口、宮園北口（弘前駅 - 岩賀線）停留所。